# Pentheus
Il Pentheus (Pènteo) è una fabula cothurnata del tragediografo latino Marco Pacuvio (circa 220-130 a.C.) di cui restano oggi solo alcuni frammenti. Realizzata a partire da uno sconosciuto originale greco non pervenuto ad oggi, l'opera trattava la storia del re di Tebe Penteo; il medesimo episodio è oggetto anche delle Baccanti del tragediografo greco Euripide, la cui trama è tuttavia profondamente diversa da quella dell'opera di Pacuvio. Penteo si oppone alla diffusione del culto del dio Dioniso nelle terre da lui governate, ma, reso folle dalla punizione divina, viene infine sbranato dalle madre e dalle Menadi.